# スーパーグローバルハイスクール
スーパーグローバルハイスクール（Super Global High School、略称：SGH）とは、2014年度（平成26年度）から2021年度（令和2年度）にかけて文部科学省が実施した事業であり、同省が国際的に活躍できる人材育成を重点的に行う高等学校を指定する制度であった。
語学力だけでなく、社会の課題に対する関心や教養、コミュニケーション能力、問題解決能力などを身に付けたグローバル・リーダーの育成を目的とした。
2021年4月より、終了校の一部の学校（2021年4月1日現在111校）でスーパーグローバルハイスクール (SGH) ネットワークが構築され、本事業の実施成果の普及と人材育成のネットワーク形成を推進している。

## 概要
2014年（平成26年）度から指定が開始され、指定期間は5年間、1校あたり上限1,600万円の支援が受けられた。年度毎の予算額は2014年度8億651万円、2016年度11億円、2017年度9億円 2018年度8億4303万5千円であった。指定校は研究開発学校となり、現行教育課程に依らない独自の課程を編成・実施できた。実施事務局は初等中等教育局に置き、選定された「書面審査部会協力者」選定して指定した。
2019年（令和元年）度から下記に変更した。
- アドバンスト型（ア）とリージョナル型（リ）の二つに分ける
- （ア）は外交など国際的課題に取り組むトップ人材を育成。初年度10校程度、将来的に50校を目指す。
- （リ）は地域のリーダーを育成する。初年度20校程度、3年間で60校程度。
- 指定期間は原則3年とし、3年目の評価で2年延長可とする。

## 申請数と指定数
2014-2016年度に指定されたSGHは国立12校、公立73校、私立38校の計123校であった。
|            | 申請数 | 申請数   | 申請数   | 申請数   | 指定数 | アソシエイト数 | アソシエイト数 | アソシエイト数 | アソシエイト数 |
| 年度       | 総数   | 内・国立 | 内・公立 | 内・私立 | 指定数 | 総数           | 内・国立       | 内・公立       | 内・私立       |
| ---------- | ------ | -------- | -------- | -------- | ------ | -------------- | -------------- | -------------- | -------------- |
| 2014（H26) | 246    | 10       | 117      | 119      | 56     | 54             | 6              | 27             | 21             |
| 2015（H27) | 190    | 9        | 92       | 89       | 56     | 55             | 1              | 24             | 30             |
| 2016（H28) | 114    | 3        | 57       | 54       | 11     | 7              | 1              | 4              | 2              |

2018年（平成30年）度においてスーパーサイエンスハイスクール (SSH) とSGHは29校が重複指定されていた。

## 2014年（平成26年）度指定校
（出典：）
| - 北海道登別明日中等教育学校 - 北海道札幌開成高等学校 - 青森県立青森高等学校 - 宮城県仙台二華高等学校 - 茨城県立土浦第一高等学校 - 群馬県立中央中等教育学校 - 高崎市立高崎経済大学附属高等学校 - 埼玉県立浦和高等学校 - 筑波大学附属坂戸高等学校 - お茶の水女子大学附属高等学校 - 筑波大学附属高等学校 - 神奈川県立横浜国際高等学校 - 横浜市立横浜サイエンスフロンティア高等学校 - 富山県立高岡高等学校 - 金沢大学人間社会学域学校教育学類附属高等学校 - 福井県立高志高等学校 - 山梨県立甲府第一高等学校 - 長野県長野高等学校 - 岐阜県立大垣北高等学校 - 静岡県立三島北高等学校 - 愛知県立旭丘高等学校 - 三重県立四日市高等学校 - 滋賀県立守山高等学校 - 京都府立嵯峨野高等学校 - 京都市立堀川高等学校 - 大阪府立北野高等学校 - 大阪府立三国丘高等学校 - 兵庫県立姫路西高等学校 - 神戸市立葺合高等学校 - 奈良県立畝傍高等学校 - 島根県立出雲高等学校 - 岡山県立岡山城東高等学校 - 山口県立宇部高等学校 - 徳島県立城東高等学校 - 愛媛県立松山東高等学校 - 熊本県立済々黌高等学校 - 大分県立大分上野丘高等学校 - 宮崎県立五ヶ瀬中等教育学校 | - 札幌聖心女子学院高等学校 - 渋谷教育学園幕張高等学校 - 渋谷教育学園渋谷高等学校 - 早稲田大学高等学院 - 佼成学園女子高等学校 - 順天高等学校 - 品川女子学院高等部 - 昭和女子大学附属昭和高等学校 - 国際基督教大学高等学校 - 玉川学園高等部 - 公文国際学園高等部 - 名城大学附属高等学校 - 立命館宇治高等学校 - 立命館高等学校 - 関西大学高等部 - 関西学院高等部 - 西大和学園高等学校 - 広島女学院高等学校 |

## 2015年（平成27年）度指定校
（出典：）
| - 国公立高校 - 岩手県立盛岡第一高等学校 - 秋田県立秋田南高等学校 - 福島県立ふたば未来学園高等学校 - 埼玉県立不動岡高等学校 - 千葉県立成田国際高等学校 - 千葉県立松尾高等学校 - 東京学芸大学附属国際中等教育学校 - 東京工業大学附属科学技術高等学校 - 横浜市立南高等学校 - 新潟県立国際情報高等学校 - 石川県立金沢泉丘高等学校 - 長野県上田高等学校 - 名古屋大学教育学部附属高等学校 - 愛知県立時習館高等学校 - 京都府立鳥羽高等学校 - 京都市立西京高等学校 - 大阪教育大学附属高等学校平野校舎 - 大阪府立豊中高等学校 - 大阪府立能勢高等学校 - 大阪府立千里高等学校 - 大阪府立泉北高等学校 - 神戸大学附属中等教育学校 - 兵庫県立兵庫高等学校 - 兵庫県立伊丹高等学校 - 兵庫県立国際高等学校 - 鳥取県立鳥取西高等学校 - 島根県立隠岐島前高等学校 - 岡山県立岡山操山高等学校 - 広島大学附属福山高等学校 - 愛媛大学附属高等学校 - 愛媛県立宇和島南中等教育学校 - 高知県立高知西高等学校 - 福岡県立鞍手高等学校 - 福岡県立京都高等学校 - 長崎県立長崎東高等学校 - 宮崎県立宮崎大宮高等学校 - 鹿児島県立甲南高等学校 | - 立命館慶祥高等学校 - 札幌日本大学高等学校 - 仙台白百合学園高等学校 - 早稲田大学本庄高等学院 - 青山学院高等部 - 富士見丘高等学校 - 法政大学女子高等学校 - 中部大学春日丘高等学校 - 京都学園高等学校 - 同志社国際高等学校 - 関西学院千里国際高等部 - 関西創価高等学校 - 清風南海高等学校 - 啓明学院高等学校 - 岡山学芸館高等学校 - 福岡雙葉高等学校 - 明治学園高等学校 - 中村学園女子高等学校 |

## 2016年（平成28年）度指定校
（出典：）
| - 宮城県気仙沼高等学校 - 栃木県立佐野高等学校 - 埼玉県立浦和第一女子高等学校 - 千葉県立佐倉高等学校 - 東京藝術大学音楽学部附属音楽高等学校 - 和歌山県立日高高等学校 - 佐賀県立佐賀農業高等学校 - 熊本県立水俣高等学校 - 沖縄県立那覇国際高等学校 | - 創価高等学校 - 高槻高等学校 |

## SGHアソシエイト
公募に対して多くの申請があったため、指定校に漏れた学校の中から、グローバルリーダー育成に向けた教育の開発・実践に取り組む「SGHアソシエイト」として選定した。SGHアソシエイト選定校は『SGHアソシエイト一覧』を参照。